# Bishops and Clerks
 (signalé en juillet 2025).
Si vous disposez d'ouvrages ou d'articles de référence ou si vous connaissez des sites web de qualité traitant du thème abordé ici, merci de compléter l'article en donnant les références utiles à sa vérifiabilité et en les liant à la section « Notes et références ».
- Archive Wikiwix
- Bing
- Cairn
- DuckDuckGo
- E. Universalis
- Gallica
- Google
- G. Books
- G. News
- G. Scholar
- Persée
- Qwant
- (zh) Baidu
- (ru) Yandex
- (wd) trouver des œuvres sur Wikidata

L'archipel de Bishops and Clerks est un groupe de rochers et d'îlots à l'ouest de l'île de Ramsey, dans le comté du Pembrokeshire, au pays de Galles. Il est composé des rochers et îlots suivants :
- Carreg Rhoson
- Carreg-trai
- Cribog
- Daufraich
- Llechau-isaf
- Llechau-uchaf
- Maen Daufraich
- Maen Rhoson
- Moelyn
- North Bishop
- South Bishop

Ces rochers ont longtemps représenté un danger pour les navires qui croisaient dans les environs. Le phare de South Bishop y est érigé. 